# ベビーシッター・アドベンチャー
『ベビーシッター・アドベンチャー』（英語: Adventures in Babysitting、公開国によってはA Night on the Town）は、1987年のアメリカ合衆国製作によるコメディ映画である。
デヴィッド・シムキンズが脚本を担当し、クリス・コロンバスが初めて監督を担当した作品である。エリザベス・シュー、マイア・ブルートン、キース・クーガン、アンソニー・ラップ、ペネロープ・アン・ミラー、ブラッドリー・ウィットフォードが出演しており、ブルースシンガーでギタリストのアルバート・コリンズとシンガーソングライターのサウスサイド・ジョニー・ライオンがカメオ出演している。

## あらすじ
ボーイフレンドのマイクが突然記念のデートをキャンセルしてしまったため、高校生のクリス・パーカーは友人のブレンダとオークパークの家で過ごそうとするが、母からアンダーソン家でベビーシッターをするよう頼まれる。アンダーソン夫妻はシカゴの街中で開かれるパーティに出席するので、8歳の娘サラの面倒を見て欲しいと思っていた。クリスは結局、これを承諾する。サラの兄である15歳のブラッド・アンダーソンは、もともとは友達のダリル・クーパースミスの家で夜を過ごすつもりだったが、クリスがベビーシッターにくると知って予定を変える。
そこへブレンダがダウンタウンのバス停から半狂乱で電話をかけてくる。ブレンダは家出したのだが、タクシー代にお金を使い果たしてしまったという。クリスはブレンダを迎えに行こうとするが、ブラッド、サラ、ダリルが無理矢理付いてくる。クリスは母親に借りたビュイック・エレクトラのステーションワゴンでブレンダのところに向かうが、途中でタイヤがパンクし、親切な牽引トラックの運転手、「ハンサム」・ジョン・プルイットに拾ってもらう。クリスは財布をアンダーソン家に忘れたと気付き、プルイットはタイヤのお金を払おうと申し出る。途中でプルイットはボスであるドーソンから、プルイットの妻が浮気しているようだという電話をもらう。プルイットは妻の不貞をとりおさえるために家に急ぐ。プルイットは妻の愛人を殺そうとリボルバーを撃つが、これが偶然クリスの母の車のフロントガラスにあたって壊れてしまう。クリスと子どもたちはキャデラックに隠れるが、この車は泥棒であるジョー・ギップにカージャックされてしまう。
潜伏場所についたジョーは盗難車の作業所に目撃者を連れてきてしまったことを責められ、サブリーダーのグレイドンは子どもたちが警察には言わないと誓っても信じない。階上の事務室に閉じ込められてしまったため、天井から逃走し、垂木をつたって屋根に出る。泥棒に追いかけられ、子どもたちはブルースクラブに入ってしまう。ステージにいるバンドはブルースを歌わないと帰さないとクリスたちに告げる。クリス、ブラッド、サラ、ダリルはその夜にこれまで起こった出来事を物語って観客から喝采を受け、出ていっていいと言われる。このおかげでグレイドンとそのボスであるブリークをまくことができた。
一方、ブレンダもトラブルの最中だった。メガネを盗まれ、ホットドッグを買う金もなく、ドブネズミを子猫と間違え、ペストコントロールにこれを指摘されて驚愕する。
ブラッドはクリスに好きだと告白するが、ブラッドはクリスより2歳も若いので気持ちにはこたえられないと言われてしまう。家出人のストリートガールとダリルを引き離して、クリスはブレンダのことを思い出す。ここでクリスたちはまたグレイドンとブリークに見つかってしまうが、シカゴ・Lの列車で逃げおおせる。列車内でのギャングのケンカに巻き込まれてしまい、飛び出しナイフで足を刺されたブラッドが負傷、急遽病院に連れて行くことになる。医者の勘違いでクリスたちはブラッドが死んだと思い込むが、ブラッドはつまさきを一針縫ってもらっただけだった。一行は偶然同じ病院にいたプルイットに遭遇する。プルイットは先程の襲撃のせいで逃走中の身だった。プルイットは子どもたちに、フロントガラスは交換したと告げるが、子どもたちはドーソンにタイヤ分の50ドルを払わねばならなくなる。
移動中、トイレに行きたがったサラのために、フラタニティハウスのパーティでトイレを借りることになる。パーティでクリスはダン・リンチという大学生に出会い心惹かれる。ダンは子どもたちのために45ドルを用立て、ドーソンのガレージに連れて行ってくれた。ドーソンを見かけたサラは、ブロンドの髪とスレッジハンマーのせいでドーソンがお気に入りのヒーローであるソーだと思い込んでしまう。ドーソンは5ドル足りないから車は渡せないと言い張るが、サラが自分のおもちゃであるソーのヘルメットを渡すとドーソンは気が変わり、車を渡してくれる。一方、ジョー・ギップはブリークと話して子どもたちを追う。
子どもたちはマイクがクリスを連れて行くはずだったレストランを見つけるが、マイクは他の女の子と一緒だった。サラはひとりで抜け出しておもちゃ屋を見に行ってしまい、一方でクリスはマイクとケンカをする。ブラッドはクリスのために立ち上がり、ダリルはマイクを蹴飛ばして料理用カートに放り込み、ディナーを台無しにしてしまう。
サラはブリークに見つかってしまい、グレイドンはサラを追ってオフィスビルに行く。サラは改修中のフロアに隠れる。他の子どもたちはサラがいないのに気付いて探すが、偶然アンダーソン夫妻が出席しているパーティに入りこんでしまう。サラが窓にのぼっているのをクリスが見つけ、助けようと皆ビルをのぼる。
サラを助けた後、子どもたちはブリークに見つかってしまうが、ジョーがボスをノックアウトする。車泥棒たちはダリルが盗んだ『PLAYBOY』に入っていた大事なメモが欲しかったのだった。子どもたちは急いでブレンダをバス停で拾って家に急ぎ、なんとかアンダーソン夫妻との鉢合わせを避ける。帰宅して小さな子どもたちは階上に行き、クリスはブレンダを帰らせ、片付けをし、家の様子をアンダーソン夫妻が出かけた時のままの状態に復帰させる。すべて普通に戻り、クリスはサラに今夜が自分がベビーシッターをする最後だと告げる。皆、今夜が今までの人生最高の夜だと思い、ブラッドとクリスは親しい友人のままでいようということになる。クリスが帰ると、ダンがサラのなくしたスケートを片方持って現れる。ダンはベビーシッターが必要だと言い、クリスが引退したと言うとがっかりする。ダンは自分がベビーシッターを必要としているのだと告白する。クリスは引退を延期して喜んでダンの子守をすると言う。サラが寝室の窓からこれを励まし、クリスとダンは笑ってキスをする。ブラッドがブラインドを閉める。
クレジットの後の場面では、グレイドンがまだビルの壁にはさまっているところが見える。

## キャスト
| 役名                 | 俳優                             | 日本語吹替                                                                   | 日本語吹替 |
| 役名                 | 俳優                             | フジテレビ版                                                                 | WOWOW版    |
| -------------------- | -------------------------------- | ---------------------------------------------------------------------------- | ---------- |
| クリス               | エリザベス・シュー               | 富永みーな                                                                   |            |
| サラ                 | マイア・ブルートン               | 坂本千夏                                                                     | 坂本真綾   |
| ブラッド             | キース・クーガン                 | 石野竜三                                                                     |            |
| ダリル               | アンソニー・ラップ               | 森川智之                                                                     |            |
| ブレンダ             | ペネロープ・アン・ミラー         | 鈴鹿千春                                                                     |            |
| ジョー・ギップ       | カルヴィン・レヴェルズ           | 堀内賢雄                                                                     |            |
| ダーソン             | ヴィンセント・ドノフリオ         | 荒川太郎                                                                     |            |
| ダン                 | ジョージ・ニューバーン           | 中原茂                                                                       |            |
| プルート             | ジョン・フォード・ヌーナン       | 池田勝                                                                       |            |
| マイク               | ブラッドリー・ウィットフォード   | 梅津秀行                                                                     |            |
| グレイドン           | ロン・カナダ                     | 福田信昭                                                                     |            |
| ブリーク             | ジョン・デイヴィス・チャンドラー | 青野武                                                                       |            |
| アルバート・コリンズ | アルバート・コリンズ             | ムッシュかまやつ                                                             |            |
| その他               | N/A                              | 小島敏彦 谷育子 浅井淑子 塚田正昭 仁内建之 峰恵研 高宮俊介 速見圭 滝沢久美子 |            |

- フジテレビ版：初回放送1993年3月13日『ゴールデン洋画劇場』21:02-22:54
  - 演出：向山宏志、翻訳：徐賀世子、調整：高久孝雄、担当：山形淳二、制作：東北新社
- WOWOW版：ディズニー・チャンネルでも放送。

## 製作
本作はディズニーの映画部門が作ったPG-13の作品としては8作目であり、脚本家クリス・コロンバスの監督デビュー作である。
イギリスでは、『夜の街』（A Night on the Town）と題して公開された。
クリス・パーカー役のオーディションを受けた女優の中には、ヴァレリー・バーティネリもいた。

## リリース

### 家庭向けソフト
本作はVHS、LD、DVD、BDで発売されている。アメリカ合衆国ではタッチストーン・ホーム・ビデオにより1992年7月14日にVHSが発売された。2000年1月18日にタッチストーン・ホーム・ビデオから初めてDVDが出た。2012年8月7日には25周年記念BDが出ている。日本ではVHSの発売元はバンダイが、LDの発売元はバンダイ メディア事業部（現：バンダイナムコフィルムワークス）が、DVDとBDの発売元はウォルト・ディズニー・スタジオ・ジャパン（現：ウォルト・ディズニー・ジャパン）がそれぞれ担当していた。
英国では、テレビ放映時にはまだA Night on the Townというタイトルがつけられていることがある。VHSは2002年10月21日にシネマクラブから発売され、言葉遣いと性的な表現で全英映像等級審査機構から15歳未満視聴非推奨の指定を受けたが、これより前には編集されてPGのレイティングで家族向けに出回っていた。2004年5月31日に英国内でDVDが発売されたが、これは15歳未満視聴非推奨指定のVHSと同じくカットなしのままで12歳未満視聴非推奨の指定を受けた。

### サウンドトラック
2015年にイントラダ・レコーズがこの映画のアルバムを出した。マイケル・ケイメンによる音楽と、使われなかった楽曲、映画でかかった歌も入っている。
1. Then He Kissed Me - クリスタルズ (2:37)
2. Halloween (4:53)
3. Road Trip (2:33)
4. Tire Blow Out (7:48)
5. Runaway Truck (2:35)
6. Joe Gipp (Chris Loses It) (1:11)
7. Chop Shop (6:21)
8. Chase To Albert’s (3:27)
9. Babysitting Blues - アルバート・コリンズ (4:00)
10. Brenda And The Rat (3:09)
11. The Rumble (4:44)
12. Dead Car (2:05)
13. Escape From Mr. Big (2:39)
14. You’re Weird (1:00)
15. Was He Cool? (5:58)
16. Where’s Sara? (2:31)
17. Rescue Sara (7:56)
18. Grand Finale (1:33)
19. Twenty Five Miles - エドウィン・スター (3:19)
20. Just Can’t Stop - パーシー・スレッジ (4:10)
21. Piano Party Source (2:37)
22. Restaurant Source (1:41)

## 評価

### 批評
本作は肯定的な評価を受け、Rotten Tomatoesでは2016年9月の時点で77%「フレッシュ」の評価を受けている。

### 興行収入
本作は興行的に成功した。

## 未公開のパイロット版
1989年にCBSのため本作をもとにした同名のテレビ番組のパイロット版が作られたが、売れなかった。のちにParker Lewis Can't Loseでマイア・ブルートンと共演するジェニファー・ガスリーがクリスを演じ、ジョーイ・ローレンスがブラッド役、コートニー・ペルドンがサラ役、ブライアン・オースティン・グリーンがダリル役、エイリアナ・モヒットがブレンダ役であった。シリーズ番組にはならなかった。

## リメイク
2016年に同名のリメイク版『ベビーシッター・アドベンチャー』がディズニー・チャンネルにより製作された。2012年にはリメイクが計画され、レイヴン＝シモーン主演でFurther Adventures in Babysittingというタイトルになる予定であった。しかしながらレイヴン＝シモーンは他のプロジェクトのため、この役を降りた。マイリー・サイラスもこのプロジェクトにかかわると噂されたが、後に否定された。
『バラエティ』がティファニー・ポールセンが脚本を書いていると報道したが、長年動きがなかったためにリメイクの計画はつぶれたと考えられていた。しかしながら2015年1月9日にディズニー・チャンネルはリメイクの製作を発表し、サブリナ・カーペンターとソフィア・カーソンがベビーシッター役で出演すると述べた。同年6月24日にリメイク版が放送された。